# Білл Най
Вільям Сенфорд «Білл» Най (англ. William Sanford "Bill" Nye, нар. 27 листопада 1955, Вашингтон) — американський популяризатор науки, комік, телеведучий, актор, письменник, вчений і колишній інженер-механік, найбільш відомий як ведучий дитячого наукового шоу «Білл Най — науковий чоловік» (англ. Bill Nye the Science Guy) (1993—1998).

## Біографія

### Ранні роки
Білл народився 27 листопада 1955 року, у Вашингтоні, округ Колумбія. Його батько, Едвін Дербі «Нед» Най (1917—1997) був ветераном Другої Світової війни, що протягом декількох років перебував у японському полоні, де не було електрики, тому по поверненні до Америки він вирішив по можливості відмовитися від електрики і вчитися жити так, як жили предки — орієнтуючись на небо. Як розповідає Білл, батько міг з легкістю визначити час з точністю до декількох хвилин, лише піднявши очі до неба. Мати — Жаклін (1921—2000), служила криптографом під час Другої Світової війни. Його бабуся по материнській лінії була француженкою, родом із Дансевуару.

### Освіта
Після відвідин шкіл Lafayette Elementary та Alice Deal Junior High в місті, він був прийнятий в приватну Sidwell Friends School школу (де отримував часткову стипендію), яку закінчив 1973 року. Після закінчення школи, поступив у Корнелльський університет, де вивчав машинобудування. Під час навчання Біл відвідував курси астрономії, що в той час викладав професор Карл Саган, який і надихнув його на наукову діяльність. 1977 року закінчив навчання зі ступенем бакалавра в машинобудуванні. Най іноді повертає в Корнелл як гостьовий лектор з астрономії та екології людини.

## Кар'єра
Най почав свою кар'єру в компанії Боїнг, де, крім іншого, знімався в навчальних фільмах. Пізніше він працював консультантом в авіаційній промисловості. В інтерв'ю Tampa Bay Times (до 2011 — St. Petersburg Times) 1999 року він сказав, що подавав заявку в НАСА на посаду астронавта кілька років поспіль, але щоразу йому в цьому відмовляли.

### Наукова діяльність
На початку 2000-х років Най допомагає в розробці малого сонячного годинника, який був включений в місію дослідження планети Марс — Mars Exploration Rover. Годинник отримав назву MarsDial, та містив невеликі кольорові панелі, щоб забезпечити основу для калібрування кольору в додаток до допоміжного відстежування часу. Із 2005 по 2010 рік, Най був віцепрезидентом Планетарного суспільства, організації, яка виступає за науково-космічні дослідження і освоєння інших планет, зокрема Марса. Він став другим виконавчим директором організації у вересні 2010, коли із цієї посади пішов Луї Фрідман.

## Нагороди та почесні звання
У травні 1999 року, Най був спікером в Політехнічному інституті Ренселера, де був ушанований званням доктора наук. Також він був ушанований званням почесного доктора від Університету Джона Гопкінса в травні 2008 року. У травні 2011 Біл отримав почесне звання доктора наук від Університету Вілламейт. У травні 2015 року, Рутгерський університет присвоїв йому почесний ступінь доктора наук і виплатив гонорар у розмірі $35,000 за участь в церемонії як основному доповідачеві. Крім того, Білл Най також отримав звання почесного доктора педагогіки від Університету Ліхай, 20 травня 2013 року, під час церемонії відкриття. 2010 року, Най отримав премію «Гуманіст року» від Американської Асоціації Гуманістів.

## Праці
- Undeniable: Evolution and the Science of Creation[en] (2014) ISBN 978-1250007131
- Unstoppable: Harnessing Science to Change the World[en] (2015) ISBN 978-1250007148